# Karin Thorborg
Karin Emilia Thorborg, född 10 mars 1948 i Lillhärdals församling, Jämtlands län, är en svensk politiker (vänsterpartist). Hon var ordinarie riksdagsledamot 2002–2006, invald för Västmanlands läns valkrets.
I riksdagen var hon suppleant i EU-nämnden, försvarsutskottet, OSSE-delegationen och trafikutskottet.
Hon har även varit landstingspolitiker och lokalpolitiker i Västerås kommun. Thorborg är lärare till yrket och kommer från Västerås.